# يانوح-جت
يانوح-جت هي قرية فلسطينية و تقع في شمال شرقي مدينة عكا، وهي تتكون من قرية يانوح وجث، والتي اندمجت سوية في عام 1990، والتي تبلغ مساحتها 13,59 كم مربع. في نهاية عام 2021 كان عدد سكانها 6,851 نسمة، وجميع السكان من أتباع الطائفة العربية الدرزية.

## تاريخ
عُثر في يانوح على أحجار قديمة محفورة في منازل القرية. كما تم العثور على عتباب، ومعصرة زيت، ومعصرة العنب، وصهاريج مقطوعة في الصخر ومقابر قديمة.
تم العثور على بقايا تعود إلى العصر البرونزي والعصر الحديدي، والعصور الهلنستية والرومانية والبيزنطية تم العثور عليها عندما تم حفر منطقة بالقرب من ضريح الشيخ أبو عروس في جت. وتم العثور على مزهريات زجاجية تعود إلى القرن الرابع والخامس الميلادي في جت عندما تم اكتشاف كهف خاصة لمراسيم الدفن في عام 1966. كما تم العثور على خزف من نفس الفترة، بالإضافة إلى جرس برونزي خلال عمليات التنقيب في عام 1967 لقبر مع حجرة مركزية.
في عصر الصليبيين، كانت جت معروفة باسم بعدة أسماء من بينها جث. وكان تنتمي أولاً إلى لورد والذي كان مقره في معليا المجاورة (باللاتينيَّة: Castellum Regis)، لتصبح فيما بعد من ممتلكات فرسان تيوتون. في عام 1220 باعت ابنة جوسيلين الثالث بياتريكس دي كورتيناي وزوجها أوتو فون بوتنلوبين كونت هينبرج، أرضهم، بما في ذلك جت، إلى فرسان تيوتون.
حددت مصادر سابقة الموقع الصليبي (باللاتينيَّة: Lanahie) مع يانوح، ولكن الباحثين الجدد وضعوا الموقع الصليبي (باللاتينيَّة: Lanahie) بالقرب من أم الفرج.

### العصر العثماني
في عام 1517 دُمجت المنطقة في الدولة العثمانية مع بقية فلسطين، وفي عام 1596 ظهرت يانوح في سجلات الضرائب العثمانية تحت اسم «يانوح الورد» وعلى أنها تقع في ناحية عكا تحت حكم لواء صفد، وبلغ عدد سكانها آنذاك ستة عشرة أسرة وإثنين من العزاب، وكان جميعهم من المسلمين. دفع السكان الضرائب على عدد من المحاصيل، بما في ذلك القمح والشعير، وأشجار الفاكهة، وكذلك على الماعز وخلايا النحل و«المراعي الشتوية». ومن المحتمل أن تكون جت هي القرية المذكورة تحت اسم «كفر يودا» في نفس السجلات، وهي قرية بلغ عدد سكانها 28 أسرة، وجميعهم من المُسلمون أيضًا.
قام المستكشف الفرنسي فيكتور جويرين بزيارة يانوح في أغسطس عام 1875، ووجد فيها صهاريج مقطوعة في الصخر، والعديد من الحجارة المقطوعة فوق التربة، والمنصات المحيطة أو المستخدمة كمواد بناء، تظهر وفقاً له على موقع مدينة قديمة صغيرة، تم الاحتفاظ بها بشكل جيد. في الوقت نفسه أشار إلى «دجيت» أنها مبنيّة على «موقع بلدة قديمة، ولا تزال هناك صهاريج، وخزان مبني، وشظايا من القطع الحجارة. وربما كان اسمها القديم جاث، أو جيث، أو جيثا، الذي أُعطي للعديد من المدن في فلسطين، والتي منها أشتقت جت إسمها الحديث».
في مسح لصندوق استكشاف فلسطين تم وصف يانوح كقرية "مبنية من الحجر في جزأين، ولها قبر لنبي يقع في الجزء الجنوبي؛ والقرية مدمرة جزئيًا، وتحتوي على حوالي 170 من الدروز، وهي تقع على أرض مرتفعة على الحاجب الغربي من سلسلة من التلال، وتحيط بها الزيتون والأراضي الصالحة للزراعة، ويوجد اثنان من الصهاريج لتوفير المياه"." في نفس الوقت وصف صندوق استكشاف فلسطين "جيت" بأنها "قرية مبنية من الحجر تقع على حافة تل؛ وتحتوي على حوالي 120 دروز (وفقًا لفيكتور جويرين تضم حوالي 150 شخص)؛ ومحاطة بالزيتون والتين؛ ومصدر المياه في القرية يأتي من الخزانات والآبار".
أظهرت قائمة السكان تعود إلى حوالي عام 1887 أن في يانوح كان يعيش حوالي 245 نسمة وفي جت كان يعيش فيها حوالي 105 شخص، وكان جميع السكان من الموحدون الدروز.

### الانتداب البريطاني

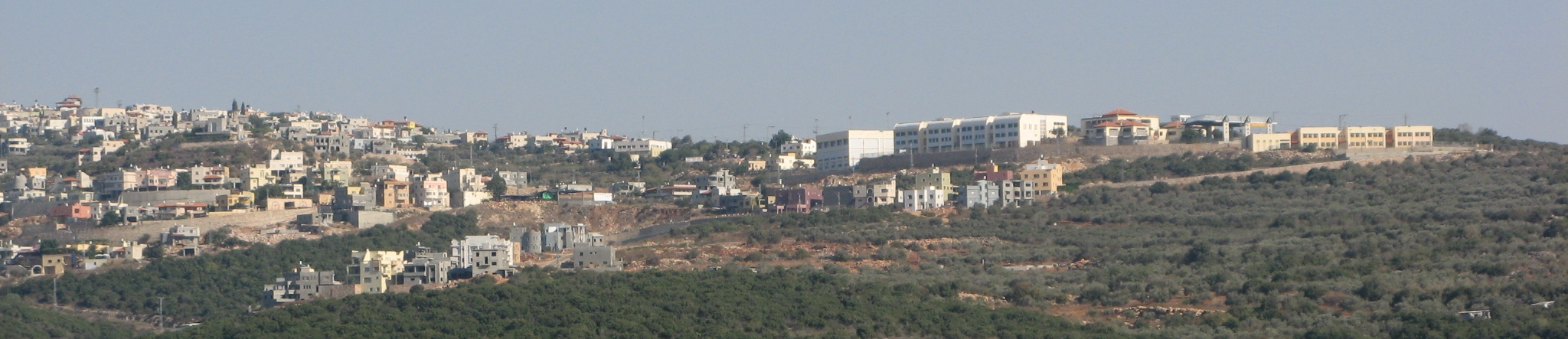
مطل لقرية يانوح-جت.

في تعداد فلسطين لعام 1922 والذي أجرته سلطات الانتداب البريطاني، بلغ عدد سكان يانوح 117 درزيًا ومسلمًا واحدًا، بينما كان عدد سكان جت حوالي 137 نسمة، وكان جميع السكان من الدروز. بحلول تعداد عام 1931، بلغ عدد سكان يانوح حوالي 306 نسمة، وكان جميعهم من الدروز، يعيشون في 47 منزلاً، بينما بلغ عدد سكان جت حوالي 154 شخص، ويعيشون في 28 منزلًا، وكان حوالي ثمانية أشخاص من سكان جت من المُسلمون والباقي من الدروز.
في عام 1945 بلغ عدد سكان يانوح حوالي 410 نسمة، وتم تصنيفهم جميعًا على أنهم «آخرون» أي دُروز، وضمت القرية على 12,836 دونم من الأراضي، وفقًا لمسح رسمي للأراضي والسكان. ومن بين هذا، كان 804 دونم من الأراضي تستعمل كمزارع وأراضي قابلة للري، وحوالي 1,625 دونما كانت تستخدم للحبوب، في حين كانت 40 دونما من الأراضي المبنية. في نفس الإحصائية لعام 1945 كان عدد سكان جت حوالي 200 عربي؛ منهم عشرة من المُسلمين وحوالي 190 «آخرون» أي دروز، وضمت القرية على 5,909 دونم من الأراضي. ومن بين هذه الأراضي، كانت 554 دونماً من الأراضي تستخدم كمزارع وأراضي قابلة للري، وكان حوالي 1,206 منها تستخدم للحبوب، في حين كان 29 دونماً من الأراضي المبنية.

### بعد 1967

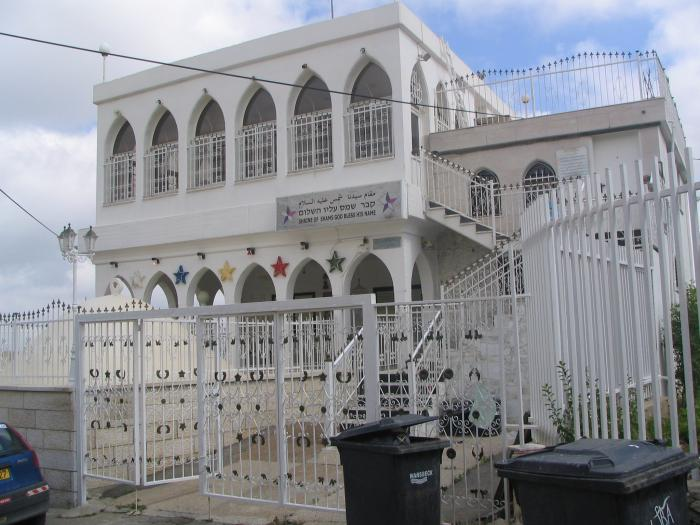
مقام "سيدنا شمس" في يانوح.

وفقًا لخطة الأمم المتحدة لتقسيم فلسطين، كان يانوح وجت جزءًا من الدولة العربية المقترحة. في أغسطس من عام 1948، خلال الحرب العربية الإسرائيلية عام 1948، كان عدد من القرى الدرزية في الجليل الغربي ضمن دائرة السيطرة العسكرية الإسرائيلية. كانت يانوح وجت من بين عدة قرى درزية تقع في المنطقة العسكرية لجيش الإنقاذ بقيادة فوزي القاوقجي. وكانت يانوح القرية الوحيدة التي إستضافت جيش الإنقاذ، وفي سبتمبر من عام 1948 تم إرسال المزيد من مقاتلي جيش الإنقاذ إلى القرية كتعزيزات لدعم دفاع ترشيحا حيث كان يوجد مقر جيش الإنقاذ. في 29 أكتوبر، شنت القوات الإسرائيلية عملية حيرام، وهي عملية أسفرت عن أسر الكثير من الجليل الأوسط وبعض القرى في جنوب لبنان. خلال العملية، قاوم السكان المسلحون في قرية يانوح وجت كتيبة السيف التابعة للجيش الإسرائيلي، والتي انتهت بمقتل 17 جنديًا إسرائيليًا، وكان 14 منهم من الدروز. لم تكن الوحدة الإسرائيلية تتوقع مواجهة مع القريتين لأن ممثلي يانوح قد أبرموا في السابق اتفاقية سرية مع السلطات الإسرائيلية بعدم المقاومة. وتم منح أسر الجنود الدروز القتلى تعويضات من قبل سكان يانوح وجت، على الرغم من إهمال القريتين في وقت لاحق من الحكومة عندما فرضت إسرائيل سيطرتها على المنطقة حيث كان يُنظر إليهما على أنهما خانتا الدولة. ولم يتم طرد السكان في القريتين.
حصلت يانوح-جت على وضع مجلس محلي في عام 1990. طبقًا لمكتب دائرة الإحصاء المركزية الإسرائيلية، كان عدد السكان 5,300 في عام 2006 وحوالي 6,500 في عام 2019، وفي نهاية عام 2021 أصبح عدد السكان 6,851 نسمة، حيث عدد الرجال منهم هو 3,445،وعددالنساءهو3,406.
وجميع سكان البلدة هم من الموحدون الدروز. يوجد في جت خلوة واحدة، ومن عائلات جت: عباس، ولها عدة بطون، وبيبار، وبيسان. وتضم يانوح على خلوة درزية واحدة و«مقام سيدنا شمس»، ومن عائلات القرية: سعد، وسيف، وبركات، وسويد، وخطيب، وشمّا، وعامر، وحاصباني، ونزال، وعجمي، وظاهر، وزيادة، وقاروط.
قبل الاندماج البلدي في عام 1990 كانت يانوح وجت قريتين منفصلتين. في عام 2003 تم تقديم خطة طوارئ اقتصادية يتم فيها دمج يانوح-جت مع القرى المجاورة: أبو سنان وجُولس ويركا. وفي أعقاب اعتراضات السكان المحليين، تم إلغاء عملية الدمج.
في عام 2017 نما عدد السكان بمعدل نمو سنوي بلغ 1.6%. وكانت في المرتبة الثالثة من أصل عشرة في المؤشر الاجتماعي-الاقتصادي في عام 2015.
أما عدد المدارس في يانوح-جث عام 2021 هو خمسة مدارس، منها ثلاثة مدارس ابتدائية، ومدرستان اعدادية، ومدرسة ثانويةواحدة. كما وعدد الصفوف الكلي في المدارس هو 58 صف، منهم 31 صف للمدارس الابتدائية، و14 صف للمدارس الاعدادية، و13 صف للمدرسة الثانوية. وعدد الطلاب الكلي في المدارس هو 1,345 طالب،منهم 695 طالب في المدارس الابتدائية، و346 طالب في المدارس الاعدادية، و304 طالب في المدرسة الثانوية.، وبلغت نسبة المؤهلين للحصول على شهادة الثانوية العامة أو البجروت بين طلاب الصف الثاني عشر بين عام 2016 وعام 2017 حوالي 64.6%. أما في عام 2021 بلغت نسبتهم84,6%.
```
وكان متوسط الراتب الشهري للسكان في نهاية عام 
2016
 هو 6,916 شيكل جديد بالمقارنة مع المتوسط الوطني حوالي 8,913 شيكل جديد.
```

وفي عام 2019 كان متوسط الراتب الشهري للسكان هو 7،992 شيكل، حيث يبلغ متوسط الراتب الشهري للعاملين الرجال هو 10,638 شيكل، وللعاملات النساء هو 4,633 شيكل.

## معالم

### مواقع مقدسة
تضم يانوح على «مقام سيدنا شمس»، بينما تحتوي جت على مقام للشيخ أبو عروس. ويعمل كلاهما كمواقع لطقوس الزيارات لدى الدروز وهي ذات أهمية ثانوية وغير معروفة على الإطلاق بالنسبة لتاريخ الأضرحة أو الأشخاص المرتبطين بها، وفقًا لنيسيم دانا، وهو مؤلف متخصص في شؤون الدروز. ومع ذلك، كتبت نيسيم دانا أن الشيخ أبو عروس كان من بين أوائل المبشرين لنشر الدين الدرزي.
كما وكان عدد الأعضاء المرشحين لرئاسة المجلس المحلي في عام 2018 هو تسعة أعضاء، وبلغت نسبة التصويت فيها 94,5.